# Габріелла Паллотта
Габріелла Паллотта (італ. Gabriella Pallotta) (народилася 6 жовтня 1938) — італійська акторка.

## Біографія
Навчалася в консерваторії. У 1955 році брала участь у прослуховуванні й кастингу фільму Вітторіо Де Сіка «Дах» (1956). Фільм став дебютом Габріелли Паллотти у кіно, виконання ролі Луїзи було відзначено премією «Noce D'oro» за найкращий кінодебют 1956 року. Знімалася у фільмах Мікеланджело Антоніоні, Маріо Монічеллі, Стено, Мауро Болоньїні, Крістіана-Жака, Тоні Річардсона, Джона Х'юстона. У 1963 році номінувалася на премію «Золотий глобус» за виконання ролі Росальба Массімо у фільмі «The Pigeon That Took Rome» (1962). Остання робота в кіно — «Сміється той, хто сміється останнім / Ride bene … chi ride ultimo» (1977, реж. Піно Карузо). Грала в театрі та на ТБ. Закінчила кар'єру в 1977 році.

## Фільмографія
- Il tetto (1956)
- 1957 : «Лікар і чаклун» / (Il medico e lo stregone) — Пасква
- 1957 : «Крик» / (Il grido) — Едера
- Gli italiani sono matti (1958)
- Guardia, ladro e cameriera (1958)
- Anna di Brooklyn (1958)
- Valeria ragazza poco seria (1958)
- L'amico del giaguaro (1959)
- I cavalieri del diavolo (1959)
- I mongoli (1961)
- Il giudizio universale (1961)
- La viaccia (1961)
- Madame Sans-Gêne (1961)
- Pranzo di Pasqua (1962)
- Il colosso di Roma (1964)
- La Bibbia (1966)
- All'ombra delle aquile (1966)
- Il marinaio di Gibilterra (1967)
- I sette fratelli Cervi (1968)
- Vedove inconsolabili in cerca di... distrazioni (1969)
- L'arbitro (1974)
- Professore venga accompagnato dai suoi genitori (1974)
- Ride bene... chi ride ultimo (1977)